# Ben Assou El Ghazi
Ben Assou El Ghazi (en arabe : بن أسو الغازي ; né le 30 novembre 1937) est un coureur de fond marocain qui a remporté l'édition 1966 du cross des nations.  

## Compétitions internationales
Il a représenté le Maroc dans la course du 3 000 mètres steeple aux jeux olympiques de 1964. Il est le vainqueur du cross des nations 1966, le deuxième africain à le faire après Abdeslam Radi. Il a également mené l'équipe marocaine à la première médaille africaine par équipe dans cette compétition. Il a remporté deux médailles d’or aux jeux panarabes de 1965.
| Date | Compétition       | Lieu    | Résultat         | Épreuve |
| ---- | ----------------- | ------- | ---------------- | ------- |
| 1964 | Cross des nations | Belfast | 3e               |         |
| 1966 | Cross des nations | Rabat   | 1er (individuel) |         |
| 1966 | Cross des nations | Rabat   | 3e(par équipes)  |         |